# Velim
Velim (en allemand : Welisch) est une commune du district de Kolín, dans la région de Bohême-Centrale, en République tchèque. Sa population s'élevait à 2 232 habitants en 2024.

## Géographie
Velim se trouve à 7,5 km au nord-ouest du centre de Kolín et à 49 km à l'est de Prague.
La commune est limitée par Sokoleč au nord, par Pňov-Předhradí et Nová Ves I à l'est, par Křečhoř et Břežany I au sud, et par Cerhenice à l'ouest.

## Histoire
La première mention écrite de la localité date de 1323.

## Administration
La commune se compose de deux sections :
- Velim
- Vítězov

## Transports
Par la route, Velim se trouve à 9 km de Kolín et à 63 km de Prague.
Velim est aussi célèbre pour son site d'essai ferroviaire : l'anneau de Velim datant de 1963, une voie ferrée en forme de boucle (une de 4 km et une de 13 km) où sont testées de nouvelles rames ferroviaires (comme le TGV M français) en provenance de toute l'Europe.